# 项馨吾
项馨吾（1898年—1983年），名德方，字馨吾，上海嘉定人，中國保險業專家、昆曲家，曾擔任中国保险公司副经理等職，此外。其兄项远村也是昆曲家。

## 生平
项馨吾出生於上海嘉定，曾在叶澄衷創辦的新式學堂——澄衷学堂學習，在學堂《商业》课本中接觸到保險業知識，畢業後進入中國銀行工作，後被派往倫敦工作。
1931年中国银行董事长宋汉章筹建中国保险公司，安排项馨吾到伦敦太阳保险公司考察。回國後，項成為中国保险公司副经理。
1936年春，中央信托局聘项馨吾为保险部经理。七七事变後，退守重慶的中央信托局保险处決定筹办“战时运输兵险”，因業務風險巨大，项馨吾四處游说，但沒有公司願意接手，最後由政府全部承保。
由於缺乏人手，中信局安排项馨吾潜赴上海，尋找保险人才。在上海保险同业公会和上海市保险业业余同仁联合会的協助下，他通过《保联》杂志發佈了招聘信息，最終經過项馨吾面试，錄取13人，此即後來的保险业“十三太保”。
1941年，项馨吾成為中信局产物保险处经理。抗日戰爭結束後回到上海，1947年，项筹建了中国航联产物保险公司、中国航联意外责任保险公司，原計劃由項擔任总经理，但之後轉為常务董事。同年前往美國，任中信局产物保险处纽约办事处主任，後入美國籍。1950年纽约办事处撤銷後，他转入美亚保险公司工作，1973年退休。
1978年夏回国探亲，於上海、南京、北京會見曲友，此時因喉音失润而改唱大官生。回到美國之後，因喉癌于1983年5月病逝於纽约。

## 轶事

### 昆曲
項在小時候曾随同邑的徐某學習昆曲，後來得到俞粟庐的指点，工五旦，身段則習自丁兰荪。民国初年加入赓春曲社，与徐凌云、殷震贤、俞振飞等交好。1920年代末，他還曾在高亭唱片公司錄製《折柳》、《惊梦》、《絮阁》、《琴挑》、《刺虎》等唱片。1921年春，参加昆劇傳習所，1922年參加传习所义演，串演了《折柳、阳关》。抗战期间，他在重庆与范崇实等創辦重庆曲社，聘用倪传钺、姚传芗執教。除去演唱外，他也會曲笛。